# Oldisleben
Oldisleben es un barrio de la ciudad alemana de An der Schmücke, en el distrito de Kyffhäuser, en el estado federado de Turingia (Alemania), a una altitud de 130 metros. Su población a finales de 2016 era de unos 2200 habitantes.
Se ubica en el oeste de la ciudad, en la salida de la carretera B85 que lleva a Bad Frankenhausen. Está separado del barrio principal Heldrungen por la estación de ferrocarril.
Era un antiguo pueblo cuya existencia se conoce desde el año 1089, cuando se menciona en un documento sobre la fundación de un monasterio benedictino. Se desarrolló como localidad de comercio gracias al monasterio en los siglos posteriores, hasta que en 1539 se cerró como consecuencia de su destrucción en la Guerra de los campesinos alemanes. Antes de la unificación de Turingia en 1920, la localidad pertenecía al ducado de Sajonia-Weimar-Eisenach. Fue municipio hasta que el 1 de enero de 2019 se integró en el territorio de la ciudad de An der Schmücke.